# Joseph Minjon
Peter Joseph Minjon (* 1816 in Düsseldorf; † 1898 ebenda) war ein deutscher Veduten- und Genremaler der Düsseldorfer Schule.

## Leben

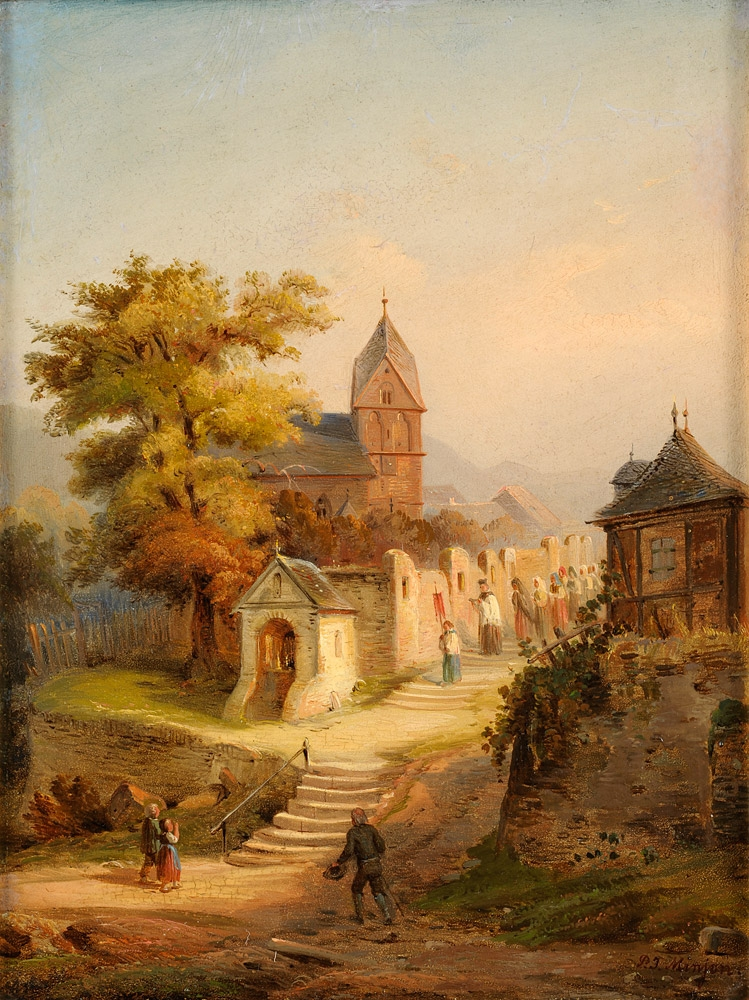
Sonntags auf dem Lande

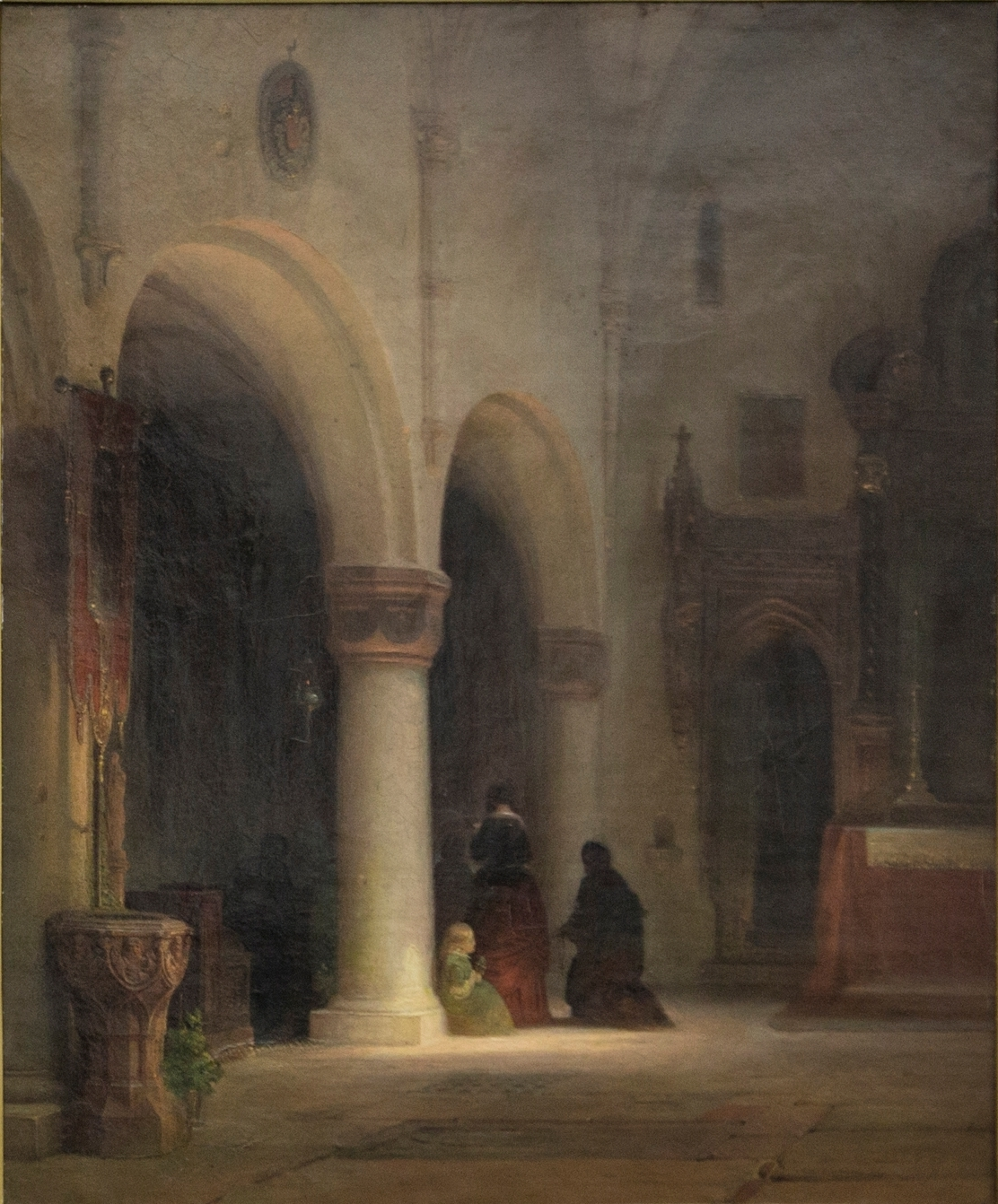
Kircheninterieur, Trondheim Kunstmuseum

Minjon besuchte von 1832 bis 1839 die Kunstakademie Düsseldorf. Dort waren Karl Friedrich Schäffer (1832/1833), Karl Ferdinand Sohn (1832/1833) und Theodor Hildebrandt (1835–1837, 1839) seine Lehrer. In der Mitte des 19. Jahrhunderts hatte er sich den Ruf eines „Architekturmalers“ erworben, indem er sich auf „Veduten von kleineren Rhein- und Moselstädten“ spezialisierte. Minjon lebte in Düsseldorf, wo er dem Künstlerverein Malkasten angehörte und Lehrer des Blumenmalers Wilhelm Drinhausen war. 1862 hielt er sich in der Willingshäuser Malerkolonie auf. Studienreisen führten ihn außerdem nach Österreich, Belgien und in die Niederlande.
1864 heiratete Minjon Pauline Münzenberger (* 1832), die Tochter des Düsseldorfer Kupferstechers, Lithografen, Zeichenlehrers, Kunst- und Immobilienhändlers Georg Münzenberger und Schwester des Priesters Ernst Franz August Münzenberger. Mit ihr hatte Minjon vier Kinder und lebte in dem vom Schwiegervater ererbten Haus Altestadt 4.